# Blindia
Blindia (Blindia Bruch & Schimp.) – rodzaj mchów należący do rodziny drobniaczkowatych (Seligeriaceae Schimp.). Przedstawiciele tego rodzaju występują na kwaśnych skałach w strefie klimatu umiarkowanego w górskich regionach obu półkul, w Grenlandii, Ameryce Północnej, Ameryce Środkowej, Islandii, Europie, Azji i Afryce. 

## Morfologia
GametofityMchy z tego rodzaju tworzą zwykle gęste darnie o barwie zielonej do czarnozielonej.
SporofityPuszka zarodni gładka, pierścień słabo uformowany, perystom o gładkich zębach.

## Systematyka i nazewnictwo
Nazwa rodzaju pochodzi od nazwiska niemieckiego pastora z Münster – Jeana-Jacqesa Blinda (1806–1867).
Pozycja systematyczna rodzaju Blindia Bruch & Schimp. według Goffinet i in.:
gromada mchy Bryophyta Schimp., podgromada Bryophytina Engler, klasa prątniki Bryopsida Rothm., podklasa Dicranidae Doweld, rząd strzechwowce Grimmiales M.Fleisch., rodzina drobniaczkowate Seligeriaceae Schimp.
Według „The Plant List” do rodzaju Blindia należą 44 gatunki, posiadające 41 synonimów.
Wykaz gatunków:
| - Blindia acuta (Hedw.) Bruch & Schimp. – blindia ostra - Blindia alpina (Mitt.) Müll. Hal. - Blindia antarctica Müll. Hal. - Blindia arenacea (Molendo) Lorentz - Blindia austrocrispula Müll. Hal. - Blindia brachystegia Dixon - Blindia brevipes Müll. Hal. - Blindia caespiticia (F. Weber & D. Mohr) Müll. Hal. - Blindia campylopodioides Dixon & Badhw. - Blindia capillifolia Cardot - Blindia cirrata (Hedw.) Müll. Hal. - Blindia compacta (Schwägr.) Müll. Hal. - Blindia contecta (Hook. f. & Wilson) Müll. Hal. - Blindia crispula (Hedw.) Müll. Hal. - Blindia dalatensis Tixier - Blindia dryptodontoides Müll. Hal. - Blindia fastigiata Mitt. - Blindia ferruginea (Wilson) Broth. - Blindia gradsteinii J.K. Bartlett & Vitt - Blindia grimmiacea Müll. Hal. - Blindia himalayana Dixon & Badhw. - Blindia hyperborea (Gunnerus ex With.) Kindb. | - Blindia immersa (E.B. Bartram & Dixon) Sainsbury - Blindia indica (Wilson) Müll. Hal. - Blindia inundata (Cardot) Cardot - Blindia jamesonii Mont. - Blindia japonica Broth. - Blindia lewinskyae J.K. Bartlett & Vitt - Blindia madeirensis Geh. - Blindia magellanica Schimp. - Blindia martinii Sainsbury - Blindia maxwellii Vitt - Blindia robusta Hampe - Blindia roerichii R.S. Williams - Blindia seligerioides Lindb. ex Broth. - Blindia seppeltii J.K. Bartlett & Vitt - Blindia sonsoniae Müll. Hal. - Blindia stricta (Hook. f. & Wilson) Müll. Hal. - Blindia subimmersa (Lindb.) I. Hagen - Blindia subtortifolia Broth. - Blindia taylorii (Schwägr.) Hampe - Blindia torrentium Cardot & Broth. - Blindia tortelloides Müll. Hal. - Blindia tortifolia (Hook. f. & Wilson) Müll. Hal. |